# Вежа Накхіл
25°03′16″ пн. ш. 55°07′53″ сх. д. / 25.05444° пн. ш. 55.13139° сх. д.
Вежа Накхіл (араб. برج نخيل) (раніше відомий під проектною назвою «Аль Бурдж» (від араб البرج, «Вежа»).) — надвисокий хмарочос, який планувалося побудувати в Об'єднаних Арабських Еміратах у місті Дубай. Автор проекту — забудовник «Аль Накхіл». Висота хмарочоса повинна була скласти 1 400 метрів.
«Башта Накхіл» повинна була складатися з чотирьох окремих башт, за мотивами ісламської традиційної архітектури Іспанії, Олександрії, Ірану і Марокко. Якби будівлю збудували, то вона стала б найвищим хмарочосом. Крім того, вона повинна була зводитися з бетону і стати найвищою у світі будівлею з цього матеріалу.
Зважаючи на світову фінансову кризу настільки дорогий проект був офіційно скасований у грудні 2009 року

## Відомості
Географічні координати:25°03′16″ с. ш. 55°07′53″ в. д. (G) (O)